# 刘春山
刘春山（1902年—1942年），上海宝山人。独脚戏、滑稽戏演员。后人称他与王无能、江笑笑为“滑稽三大家”。

## 经历
幼年时，曾在上海南市区永生堂梨膏糖店学生意，还在老城隍庙九曲桥畔露天曲艺场子收过凳子钱（向观者出租小凳子，收取少量租费），受南方曲艺熏陶。还在邑庙桂花厅前摆过馄饨摊；后加入苏州评弹行会组织润余社，演出苏州评话和浦东说书；一度与程笑亭结伴"玩票"，唱京戏和独脚戏。
民国17年(1928)正式下海，与盛呆呆搭档，在永安公司天韵楼登台，标新立异，以“搭棚戏”为号召，一鸣惊人。其表演以"快口著称，滔滔不绝，妙语如珠，神完气足，即兴表演尤佳，常把当天报载新闻编成段子演唱，观众冠以“潮流滑稽”称号。
1929年参加“五福团”演出。曾任滑稽公会会长。刘常在唱段中运用声东击西、指桑骂槐等手法，对日本侵略者的侵略行径和某些社会黑暗现象进行批判和揭露。他还创办快乐影片公司"自筹资金拍摄滑稽电影《鸡鸭夫妻》和宣传抗战的滑稽短片《拼命》。刘边演边经商，与友人合作开店，并经营房产。
学生有笑嘻嘻、顾春山、筱快乐等。其子小刘春山继承父业亦为滑稽演员，发扬了乃父擅唱特长。

## 名段
其代表作有《一百零八将》、《游码头》、《热水袋》、《汪家大出丧》、《搓麻将》、《浦东说书》《天女散花》、《三本铁公鸡》等。二三十年代，刘春山曾灌制《滑稽游码头》、《学时髦》、《改良看电影》、《热水袋》等唱片。